# Annie Chapman
Annie Chapman (Londen, ca. september 1841 - Whitechapel, Londen, 8 september 1888) was het tweede canonieke slachtoffer van Jack the Ripper. Ze werd op 8 september 1888 vermoord aangetroffen, acht dagen na de dood van het eerste canonieke slachtoffer, Mary Ann Nichols. Het volgende slachtoffer, Elizabeth Stride, zou nog geen maand later op 30 september gevonden worden.
Van Chapman wordt vaak beweerd dat ze werkzaam was als prostituee, maar hier is geen direct bewijs voor. Wel is er bewijs voor haar handwerk en haar verkoop daarvan en van andere  gebruiksvoorwerpen.

## Vroege leven
Chapman werd geboren als buitenechtelijk kind met de naam Annie Eliza Smith. Chapmans moeder, Ruth Chapman, was een dienstbode uit Sussex die een relatie aanknoopte met een soldaat, George Smith. In deze periode was het niet ongebruikelijk dat vrouwen buiten het huwelijk zwanger werden van soldaten; slechts zes soldaten van elke honderd kregen toestemming om te trouwen. Deze vrouwen werden bij een zwangerschap vaak dollymops, een kampvolger op wie wel enigszins werd neergekeken. Op 20 februari 1842 kregen Chapmans ouders toestemming om te trouwen. Zij echtten hierbij ook Chapman.
Vanaf dat moment kreeg de familie officieel de rol van kampvolgers. Dit betekende dat Chapman en haar broers en zussen ook onderwijs kregen, aangeboden vanuit de krijgsmacht. De familie moest veel rondtrekken, omdat de regimenten soms naar andere plaatsen werden gestuurd. De familie, met intussen vijf jongere broertjes en zusjes van Chapman, volgde in dat geval dan. In 1854 brak er roodvonk uit in Londen. Binnen drie weken waren drie broers en een zus van Chapman overleden, drie aan roodvonk en de oudste broer aan de vlektyfus. Vanaf 1861 werkte Chapman als dienstbode in de huishouding van William Lewer, een architect die nabij Westminster woonde.

## Huwelijk
In 1863 zou Chapmans vader zelfmoord plegen. Hierdoor bleef Chapmans moeder alleen achter. Om de kosten van haar huishouding te kunnen voldoen, besloot ze een huurder in huis te nemen. De keus viel op John Chapman, een stalknecht. Chapman, die toevallig dezelfde achternaam had als Ruth Chapman, was geen familie van het gezin. Hij zou dit echter wel worden; in 1869 verbond hij zich aan de familie door zijn huwelijk met Annie.
John werkte tijdens de eerste acht jaar van zijn huwelijk met Annie als koetsier; hij werkte op opdracht voor verschillende vermogende families. Hoewel dit enige onzekerheid met zich meebracht, had het gezin het financieel redelijk goed. Chapman beval in 1870 van haar eerste dochter, drie jaar later zou een tweede dochter volgen. In 1879 kon John hoofdkoetsier worden in dienst bij Francis Tress Barry, een rijke industrieel die op een landgoed met de naam St. Leonard's Hill woonde. Het gezin betrok het koetshuis dat bij het landgoed hoorde.

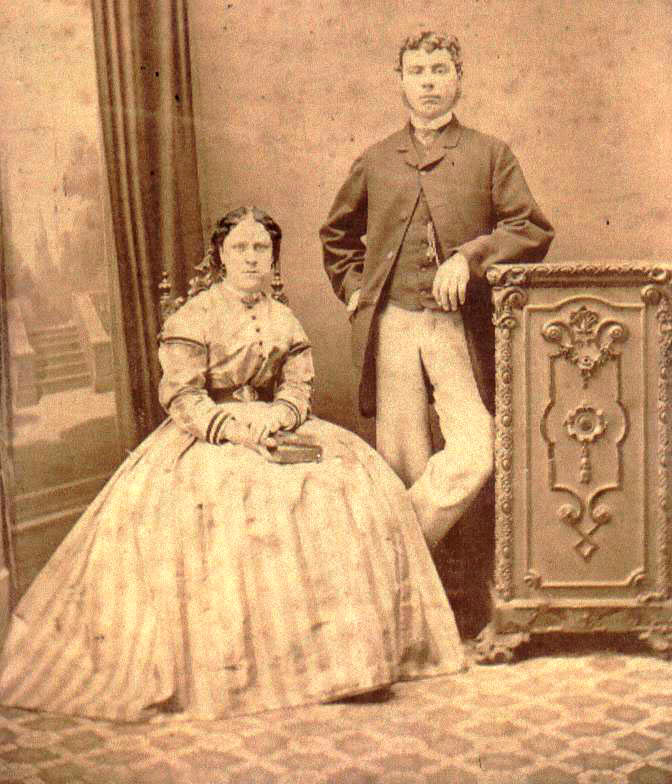
Foto uit 1869 van Annie en John Chapman, gemaakt naar aanleiding van hun huwelijk

### Alcoholisme
Chapman had problemen met drank. Haar vader had haar waarschijnlijk bedeeld met een aanleg voor alcoholisme. Hij was zelf voor zijn dood ook alcoholist geweest. Chapmans zus meende dat Annies problemen met drank al op jonge leeftijd begonnen. Telkens weer probeerde ze een redelijk sober leven te lijden, en telkens weer hield ze dit niet vol. In 1882 kwam het tot een dieptepunt. Haar oudste dochter werd ziek en stierf op 26 november. Chapman verdronk haar verdriet, zelfs zodanig dat ze geregistreerd werd in politiearchieven onder vermelding van openbare dronkenschap. Op 9 december 1882 werd ze door haar zus Miriam naar het Spelthorne Sanatorium gebracht, dat haar van haar alcoholisme moest af helpen. Pas op 20 december 1883 mocht ze weer naar huis. Nog diezelfde winter verviel ze weer in alcoholgebruik. Ze verstoorde St. Leonard's Hill hierbij zo, dat Francis Barry besloot dat John Chapman ofwel ontslag kon krijgen, ofwel zijn vrouw ergens anders kon onderbrengen. Hij koos voor het laatste, bracht haar bij haar moeder onder en betaalde haar alimentatie.

## Zonder familie
Chapman besloot echter haar familie de rug toe te keren en verdween in haar alcoholisme. Ze had altijd in het westen of centrum van Londen gewoond, het was dan ook niet voor de hand liggend dat ze in het East End van de stad, waar de wijk waar ze vermoord werd lag, terecht kwam. Mogelijk besloot ze hier naar toe te gaan om Jack Sievey, de man met wie ze een relatie aanknoopte, iets wat noodzakelijk was in deze tijd om als vrouw enige bescherming te genieten, te volgen. Sievey was net als zij een alcoholist. Annie kwam in 1884 in Whitechapel aan. Al snel zou ze hier bekend staan onder de naam Sievey of, ook wel, als Dark Annie, omwille van haar donkere haar. Sievey en Chapman settelden zich in Dorset Street, een straat die amper een decennium later als een van de slechtste straten van Londen werd beschreven. Toch bleef Chapman een zekere middenklasse air houden. Een vriendin omschreef haar als 'een erg fatsoenlijke vrouw' die ze 'nooit grove taal hoorde uitslaan'.

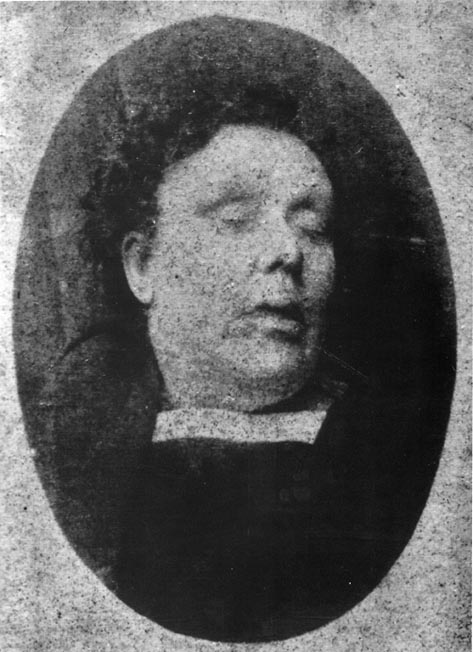
Post-mortem foto van Annie Chapman, waarop haar gezwollen aangezicht duidelijk zichtbaar is

In december 1886 viel plots het wekelijke inkomen van 10 shillings, de alimentatie die Chapman ontving van haar echtgenoot, weg. Haar echtgenoot bleek ziek te zijn geworden. Ze trok naar het huis van John Chapman - een reis van twee dagen te voet, waarbij ze in de opvang voor zwervers sliep. Waarschijnlijk kwam ze aan voor Johns dood op eerste kerstdag. Kort daarna, in 1887, verliet Jack Sievey haar. In diezelfde periode ontwikkelde ze tuberculose. Spoedig legde ze het, ook omdat ze mannelijke bescherming niet kon ontberen, aan met een andere man, een venter van boeken. Een jaar later, in 1888 kreeg ze wat met een andere man, die werkte voor een brouwerij. Ondertussen verkocht ze haakwerk, naaiwerk, antimakassars, lucifers en bloemen op de zaterdagmarkt. Elk bewijs dat ze werkte als prostituee in de moderne zin van het woord, ontbreekt, hoewel de hogere klasse wellicht haar wisselende relaties als een vorm van prostitutie aanmerkten, aldus historica Hallie Rubenhold.

## Dood
Omstreeks 8 september 1888, de dag waarop ze vermoord werd, werd Chapman steeds zieker. Ze werd zodanig ziek dat het zelfs moeilijk voor haar was om geld te verdienen voor een slaapplaats. Haar verslaving zal hierbij ook niet geholpen hebben. Hoogstwaarschijnlijk sliep ze de laatste paar dagen van haar leven dan ook op straat. Ze eindigde uiteindelijk bij de tuin van Hanbury Street 29, waar de moordenaar haar vond.
De moordenaar ging gewelddadig tekeer, zodanig dat dokter George Philips, die een half uur na de vondst van haar lichaam ter plekke was, weigerde al te veel uit te wijden over de beschadigingen onder de navel die hij gevonden had. De arts vertelde: "Het lichaam was verschrikkelijk gemutileerd... de lijkstijfheid was nog niet zo sterk aanwezig, maar begon op te komen. De keel was compleet doorgesneden; de incisie door de huid was kartelig en ging helemaal om de nek heen." Chapmans ingewanden waren uit haar buikholte gehaald en over haar rechterschouder op de grond geplaatst, nog altijd verbonden aan haar lichaam. Ze miste delen van haar baarmoeder, blaas en vagina. Er waren aanwijzingen dat ze reeds verstikt was voor de moordenaar haar lichaam schond.

## Impact
De moord op Annie Chapman had een tweevoudige impact. Enerzijds zag de pers al snel de overeenkomsten tussen de moord op Mary Ann Nichols en die van Chapman. Hiermee was de interesse gauw gewekt; er liep een seriemoordenaar rond - een woord dat in deze tijd nog niet gebruikt werd, maar een concept dat maar al te goed begrepen werd.
Anderzijds begon de theorie dat The Ripper een buitengewone anatomische kennis had hier. De arts, George Philips, die Chapman onderzocht na haar overlijden, meende te maken te hebben met een expert. Dit had al snel tot gevolg dat een grote reeks verdachten de revue passeerden, die anatomische kennis bezaten; artsen, slagers en anderen die zich beroepsmatig met het lichaam bezig hielden.

## Bezittingen
Elk van de vrouwen die buiten gevonden werd, had een aantal spullen bij zich. Annie Chapman had de volgende spullen bij zich en droeg de volgende kleding:
- Lange zwarte getailleerde jas tot de knie
- Zwarte rok
- Bruin lijfje
- Tweede lijfje
- Twee onderrokken
- Buidel die onder haar rok om haar middel gebonden kon worden (leeg gevonden)
- Veterlaarzen
- Rood-wit gestreepte wollen kousen
- Halsdoek, wit met een brede rode rand
- Een stuk mousseline
- Kam met kleine tandjes
- Kam in een papieren zakje
- Deel van een envelop met twee  pillen met daarop het zegel van Sussex Regiment, gestempeld op Londen, 28 augustus 1888

- Gemeinsame Normdatei: 1300594160
- International Standard Name Identifier: 0000 0000 4322 1867
- Library of Congress Control Number: nb2001079454
- Virtual International Authority File: 26568975
- WorldCat: E39PBJmXJKWvvJYdg9ffjffpfq